# Cymodocella
Cymodocella is een geslacht van pissebedden uit de familie Sphaeromatidae. De wetenschappelijke naam van het geslacht werd voor het eerst gepubliceerd door Georg Johann Pfeffer in 1887. Hij bracht er de nieuwe soort Cymodocella tubicauda in onder, die daardoor ook de typesoort is van het geslacht. Deze soort werd aangetroffen in Zuid-Georgia tijdens een Duitse expeditie in 1882-1883. Volgens Pfeffer leunde het door hem beschreven nieuwe geslacht dicht aan tegen het geslacht "Cymodocea" Leach (dit is Cymodoce; Cymodocea is een plantengeslacht) en hij liet de mogelijkheid open dat het later als een ondergeslacht van "Cymodocea" zou worden beschouwd.

## Soorten[1]
- Cymodocella algoense (Stebbing, 1875)
- Cymodocella ambonata Bruce, 1995
- Cymodocella ankylosauria Bruce, 1995
- Cymodocella cancellata Barnard, 1920
- Cymodocella capra Hurley & Jansen, 1977
- Cymodocella diateichos Barnard, 1959
- Cymodocella egregia (Chilton, 1892)
- Cymodocella eutylos Barnard, 1954
- Cymodocella foveolata Menzies, 1962
- Cymodocella georgiana Walker, 1901
- Cymodocella glabella Bruce, 1995
- Cymodocella guarapariensis Loyola e Silva, 1965
- Cymodocella hawaiiensis Bruce, 1994
- Cymodocella pustulata Barnard, 1914
- Cymodocella sublevis Barnard, 1914
- Cymodocella tubicauda Pfeffer, 1887